# Salnîțea, Hmilnîk
Salnîțea (în ucraineană Сальниця) este localitatea de reședință a comunei Salnîțea din raionul Hmilnîk, regiunea Vinnița, Ucraina.

## Demografie
Componența lingvistică a localității Salnîțea
     Ucraineană (99,68%)
     Alte limbi (0,32%)
Conform recensământului din 2001, majoritatea populației localității Salnîțea era vorbitoare de ucraineană (99,68%), existând în minoritate și vorbitori de alte limbi.